# Hokkyoku Hyakkaten no Konsheruju-san
Hokkyoku Hyakkaten no Konsheruju-san (北極百貨店のコンシェルジュさん?), también conocido como The Concierge en inglés, es una serie de manga japonesa escrita e ilustrada por Tsuchika Nishimura. Se publicó en la revista de manga seinen Big Comic Zōkan de Shogakukan desde febrero de 2017 hasta noviembre de 2018, y sus capítulos se recopilaron en dos volúmenes tankōbon. En octubre de 2023 se estrenó en Japón una adaptación cinematográfica de anime de Production I.G.
La serie ganó el Premio a la Excelencia en el 25.º Festival de Artes Mediáticas de Japón en 2022.

## Personajes
Akino (秋乃?)
 Seiyū: Natsumi Kawaida
Eruru (エルル?)
 Seiyū: Takeo Ōtsuka
Tōdō (東堂?)
 Seiyū: Nobuo Tobita
Mori (森?)
 Seiyū: Megumi Han
Iwase (岩瀬?)
 Seiyū: Natsumi Fujiwara
Maruki (丸木?)
 Seiyū: Eiji Yoshitomi
Head Cook (給仕長 Kyūjichō?)
 Seiyū: Jun Fukuyama
Tokiwa (トキワ?)
 Seiyū: Yuichi Nakamura
Wally (ウーリー Ūrī?)
 Seiyū: Kenjiro Tsuda
Búho risueño (Esposo) (ワライフクロウ夫 Warai Fukurō Otto?)
 Seiyū: Dunshun Tatekawa
Búho risueña (Esposa) (ワライフクロウ妻 Warai Fukurō Tsuma?)
 Seiyū: Sumi Shimamoto
Sea Mink (Hija) (ウミベミンク娘 Umibe Minku Musume?)
 Seiyū: Minako Kotobuki
Sea Mink (Padre) (ウミベミンク父 Umibe Minku Chichi?)
 Seiyū: Hiroshi Yanaka
Male Peacock (クジャク Kujaku?)
 Seiyū: Hiroki Nanami
Mujer Peacock (クジャク彼女 Kujaku Kanojo?)
 Seiyū: Marika Kano
Lobo japones (二ホンオオカミ Nihon Ōkami?)
 Seiyū: Miyu Irino
Lobo japonesa (二ホンオオカミ彼女 Nihon Ōkami Kanojo?)
 Seiyū: Kana Hanazawa
León de Berbería (バーバリライオン Bābari Raion?)
 Seiyū: Ayumu Murase
León de Berbería hembra (バーバリライオン彼女 Bābari Raion Kanojo?)
 Seiyū: Emiri Suyama
Foca monje del Caribe (カリブモンクアザラシ Karibu Monku Azarashi?)
 Seiyū: Kyōko Hikami
Paraíso Parrot (ゴクラクインコ Gokurakuinko?)
 Seiyū: Risa Shimizu
Gato (ネコ Neko?)
 Seiyū: Sumire Morohoshi

## Contenido de la obra

### Película de anime
El 25 de abril de 2023 se anunció una adaptación cinematográfica de anime. Está producida por Production I.G y dirigida por Yoshimi Itazu, con un guion escrito por Satomi Ooshima, diseños de personajes a cargo de Chiyo Morita, quien también se desempeñó como directora de animación en jefe, y música compuesta por Tofubeats. La película tuvo su estreno mundial en el Festival Internacional de Cine de Animación de Annecy el 12 de junio de 2023. Luego se estrenó en Japón el 20 de octubre del mismo año por Aniplex. Myuk interpretó la canción principal "Gift". Crunchyroll proyectará la película en los cines de América del Norte el 11 de septiembre de 2024, bajo el título de "The Concierge".
En septiembre de 2024, Crunchyroll anunció que había adquirido los derechos teatrales internacionales selectos de la película siendo únicas fechas como el 17 de septiembre en México, 23 de septiembre en Italia, el 24 de septiembre en Alemania, el 26 de septiembre en Australia y el 27 de septiembre en España.